# Sante De Sanctis
Sante De Sanctis (ur. 7 lutego 1862 w Parrano, zm. 20 lutego 1935 w Rzymie) – włoski lekarz psychiatra i psycholog. Badał sen metodami psychologii doświadczalnej. Redagował czasopismo „Rivista quindicinale di psicologia, psichiatria, neuropatologia, ad uso dei medici e dei giuristi”. Wprowadził do psychiatrii pojęcie dementia praecocissima.